# Milorad Pavić (labdarúgó)
Milorad "Miša" Pavić (Valjevo, 1921. november 21. – Valjevo, 2005. augusztus 16.), jugoszláv-szerb labdarúgó, edző.

## Pályafutása
Hazájában a Crvena zvezda és az FK Vojvodina edzője volt.
Ezt követően edzősködött a belga Club Brugge (1967-1969), és Standard Liège csapatainál, utóbbi együttes kispadján három különböző időszakban is ült. (1964-1967, 1985-1986, 1987-1988) Portugáliában a Benfica (1974-1975) és a Sporting CP (1978-1979) vezetőedzője volt, de megfordult Spanyolországban is, az Athletic Bilbaónál (1972-1974), a Málagánál (1975-1977) és a Celta Vigónál (1980-1983). Jugoszlávián kívül ismert beceneve „Michel” volt. A sajtó Vas kesztyűs úriembernek jellemezte.
Fiatalkorában Pavićot túszul ejtették a németek a második világháborúban.
Miután aktív karrierjét befejezte, a Crvena Zvezda edzője lett és háromszor nyerte meg a  jugoszláv nemzeti bajnokságot (1958-1959, 1959-1960, 1963-1964), valamint nyert három jugoszláv kupát is (1958, 1959, 1964). Hét szezont között 1957 és 1964 között a belgrádi csapat kispadján, 216 hivatalos mérkőzésen 113 győzelem, 52 döntetlen, és 51 vereség a mérlege.
Pavić két belga kupagyőzelmet ünnepelhetett a Standard Liege edzőjeként (1966 1967), a spanyol Copa del Rey-t, azaz a Király Kupát az Athletic Bilbaóval (1973), a portugál bajnoki címet pedig a Benficával hódította el az 1974-1975 idény végén.